# Hermanci
Hermanci este o localitate din comuna Ormož, Slovenia, cu o populație de 157 de locuitori.